# Засорье
Засорье (бел. Засор’е) — деревня в Бешенковичском районе Витебской области Беларуси. Входит в состав Соржицкого сельсовета.

## География
Деревня находится в центральной части Витебской области, на восточном берегу озера Соро, к югу от автодороги Н-15008, на расстоянии приблизительно 17 километров (по прямой) к востоку от городского посёлка Бешенковичи, административного центра района. Абсолютная высота — 142 метра над уровнем моря. Площадь населённого пункта — 0,7245 км².

## История
По состоянию на 1910 год, в деревне насчитывалось 20 дворов и проживало 133 человека (73 мужчины и 60 женщин). в конфессиональном составе населения преобладали старообрядцы. В административном отношении входила в состав Островенской волости Сенненского уезда Могилёвской губернии.
До 9 июля 1965 года входила в состав Островенского сельсовета.

## Население
По данным переписи 2019 года, в деревне проживало 12 человек.
| Год  | Население, человек |
| ---- | ------------------ |
| 1910 | 133                |
| 2009 | ↘ 20               |
| 2019 | ↘ 12               |